# آيت واعبدي (تاركة)
آيت واعبدي هو دُوَّار يقع بجماعة تافنڭولت، إقليم تارودانت، جهة سوس ماسة في المملكة المغربية. ينتمي الدوّار لمشيخة تاركة التي تضم 37 دوار. يقدر عدد سكانه بـ 222 نسمة حسب الإحصاء الرسمي للسكان والسكنى لسنة 2004.

## وصلات خارجية
- البوابة الوطنية للجماعات الترابية
- المندوبية السامية للتخطيط